# Garryaceae
Garryaceae is een botanische naam, voor een familie van tweezaadlobbige planten. Een dergelijke familie wordt vrij algemeen erkend door systemen van plantentaxonomie, en ook door het APG-systeem (1998) en het APG II-systeem (2003). Klassiek, inclusief APG I, bestaat de familie uit slechts één genus, Garrya. In APG II zijn er twee mogelijke omschrijvingen:
- alleen Garrya
- zowel Garrya als Aucuba

In het Cronquist-systeem (1981) werd de familie ingedeeld in de orde Cornales.